# Marta Jandová
Marta Jandová (nacida el 13 de abril de 1974, Praga, República Checa) es una cantante de rock. Es más conocida por ser la vocalista de la banda Alemana de metal alternativo Die Happy y también por haber participado y colaborado en otras bandas.

## Biografía
Jandová es hija del músico checo Petr Janda. Jandová fue pareja del cantante de pop alemán Sascha Schmitz con el que vivió en Schanzenviertel. En abril de 2008 anunciaron su separación.

## Carrera profesional
En septiembre de 1993, Marta viajó a Ulm, Alemania. Aunque ella no sabía hablar alemán, poco tiempo después conoció al guitarrista Thorsten Mewes para tocar juntos. Algunos meses más tarde, en marzo de 1994, se convirtió en la vocalista de la banda Die Happy. Aparte de su labor como vocalista de Die Happy, también ha trabajado como solista. En febrero de 2005, Jandová junto con Stefan Raab, participaron en el Bundesvision Song Contest junto con la banda de Chelo metal Apocalyptica en Baden-Württemberg interpretando la canción "Wie Weit". Tiempo después, nuevamente participa en el Bundesvision Song Contest 2007 ganando el certamen, pero esta vez participó junto a la banda Oomph! interpretando la canción "Träumst du?". Colaboró como vocalista en la canción "En Vie" de Apocalyptica.

### Festival de Eurovisión 2015
En enero de 2015, se anunció que Jandová representará a la República Checa, junto a Václav Noid Bárta, en su retorno tras cinco años de ausencia al Festival de la Canción de Eurovisión 2015, que se celebrará en Viena (Austria), con la canción Hope Never Dies.
Finalmente no lograron clasificarse a la final de Eurovisión, por lo que no lograron llevar por primera vez a la República Checa a la Final de Eurovisión; Pero a pesar de no haber pasado a la final ella y Václav Noid Bárta consiguieron el mejor resultado de su país en Eurovisión hasta el momento.

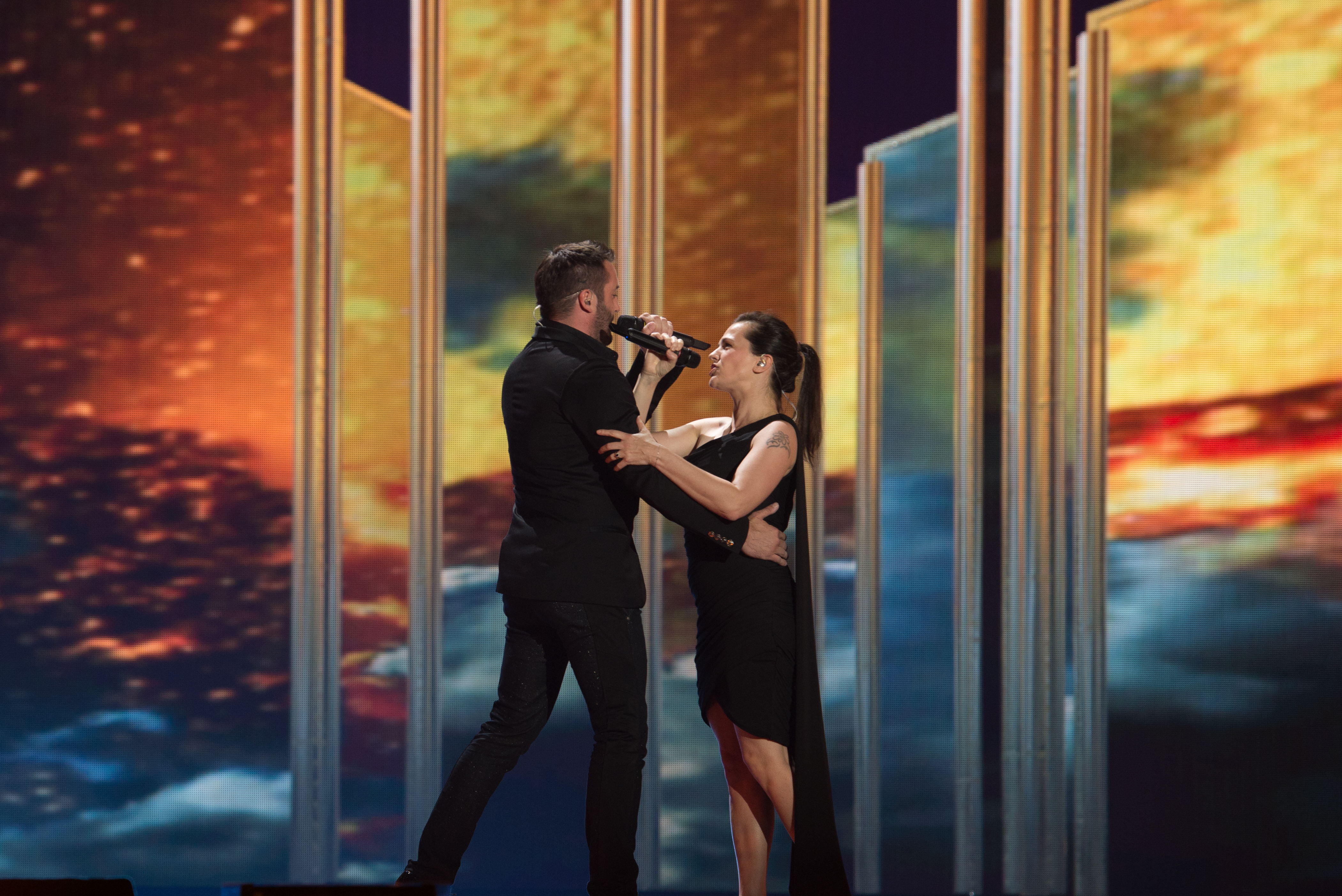
Marta Jandová y Václav Noid Bárta en Viena (2015) cantando Hope never dies.

## Discografía
- Better Than Nothing (1994)
- Dirty Flowers (1996)
- Promotion (1997)
- Supersonic Speed (2001)
- Beautiful Morning (2002)
- The Weight of the Circumstances (2003)
- Bitter to Better (2005)
- Four and More Unplugged (2005)
- No Nuts No Glory (2006)
- VI (2008)
- Most Wanted (2009)
- Red Box (2010)
- 1000th Show Live (2012)
- Everlove (2014)